# Маљијано Нуово (Салерно)
Маљијано Нуово је насеље у Италији у округу Салерно, региону Кампанија.
Према процени из 2011. у насељу је живело 334 становника. Насеље се налази на надморској висини од 660 м.